# Gabriele Neudecker

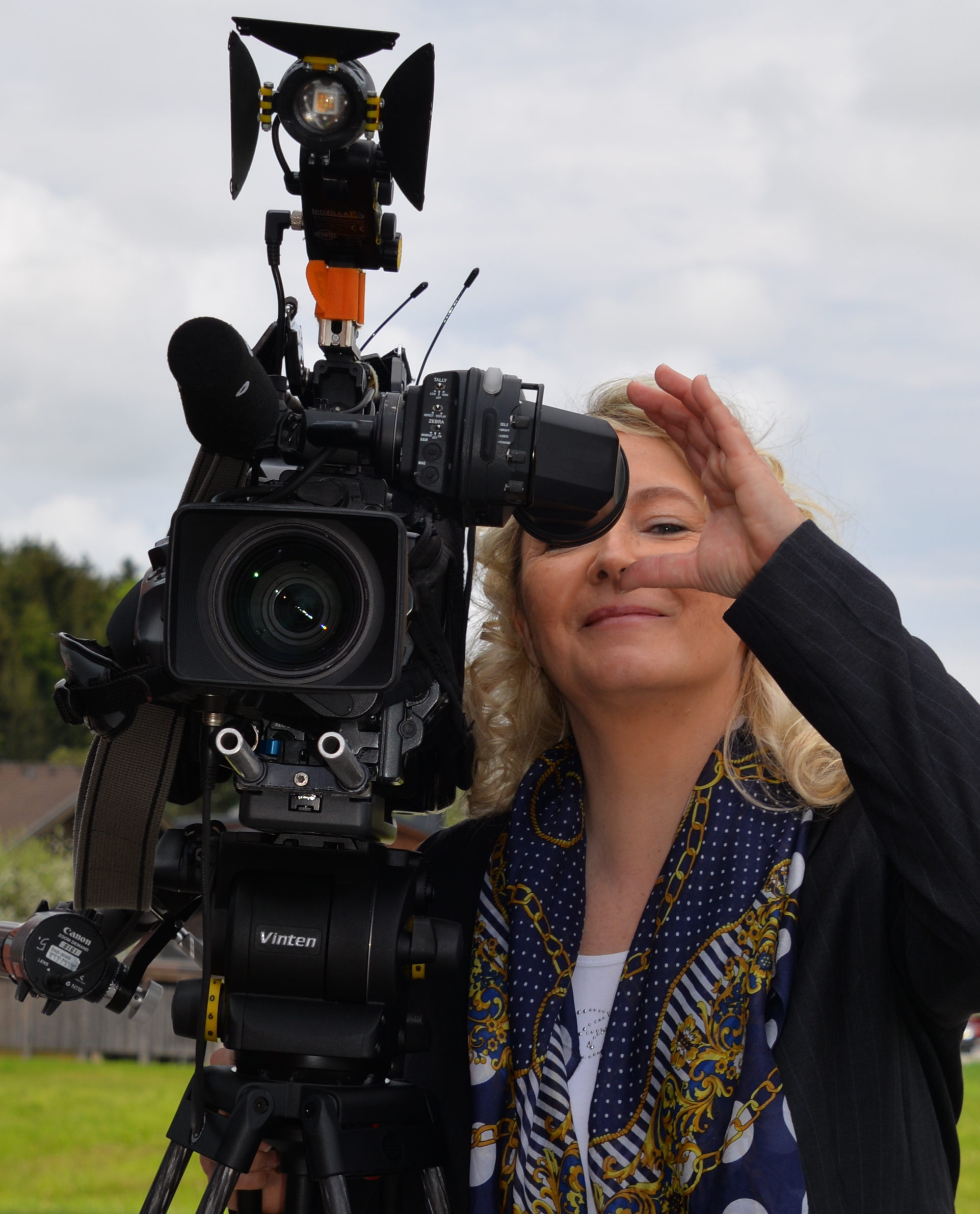
Gabriele Neudecker

Gabriele Barbara Neudecker (* 1965 in Salzburg) ist eine österreichische Filmregisseurin, Drehbuchautorin und Filmproduzentin.

## Leben
Die Studien der Publizistik- und Kommunikationswissenschaften (Schwerpunktfächer Film) schloss sie an den Universitäten Salzburg und Berlin ab. Sie war Stipendiatin für Video und Performance bei Nan Hoover an der Internationalen Sommerakademie für Bildende Kunst Salzburg, Schülerin der Fotografin Nan Goldin und Absolventin der Drehbuchakademie Wien (Drehbuchforum Wien).
Ihr Abschlussfilm „FREAKY“ (SK-Film) wurde zu über 100 Filmfestivals rund um die Welt eingeladen und zählt zu Österreichs acht meistausgezeichneten Festivalfilmen lt. Innovative Film Austria.
„Mit Fingerspitzengefühl und Poesie erzählt die Regisseurin in eindrucksvollen Landschaftsbildern von starren Dorfstrukturen, zeichnet liebevoll, aber konturenstark seine Bewohner, spricht mit sarkastisch humorvollen Untertönen Themen wie Feindseligkeit gegenüber Fremden und Andersdenkenden an, und erzählt vor allem von einer jungen Generation, die sich von den Zwängen tradierter Werte und leerer Rituale befreien will.“ (Max Ophüls Preis)
Gabriele Neudecker leitete im Rahmen der von ihr mitbegründeten Drehbuchwerkstatt Salzburg zusammen mit Wolfram Paulus kostenlose Workshops für Nachwuchs-Filmschaffende. Von 2008 bis 2012 vergab die Drehbuchwerkstatt unter der künstlerischen Leitung von Gabriele Neudecker den spec_script Award – Österreichs größten Nachwuchspreis für Filmautoren.
2011 gründete Neudecker die Filmproduktions-Firma Pimp the Pony Productions in Salzburg. Die abendfüllende Filmproduktion Deserteur! mit dem internationalen Titel Glorious Deserter wurde  2012 in Paris uraufgeführt und zum Prix Anna Politkovskaja nominiert. 2012 und 2013 erhielt Glorious Deserter fünf internationale Auszeichnungen und Einladungen zu über 20 Filmfestivals. Die abendfüllende Kinoproduktion „Gruß vom Krampus“, ebenfalls unter der Regie von Gabriele Neudecker, wurde  beim Worldfest Houston in den USA 2018 uraufgeführt und mit insgesamt mit fünf Awards ausgezeichnet. „Gruß vom Krampus“ startete österreichweit in den Kinos. Die von „Pimp the Pony Productions“ und der Drehbuchwerkstatt produzierten Filme „White girls happy on Zambezi“ und „Really hard be a good Masai“ wurden in die Wettbewerbe von Filmfestivals (Int. Filmfestival Bilbao, Documenta Madrid, London International Documentary Film Festival, Int. Filmfestival Bogota u. v. a.) eingeladen, beide Filme erhielten Einladungen zum „Oscar-Booster-Festival“ Athens Film- and Videofestival in Ohio.   
Im Auftrag von Frauenschutzorganisationen entstanden unter der Regie von Gabriele Neudecker die Dokumentation „Stop FGM“ sowie das Kunstprojekt „Drop15@theSceneofCrime“.   

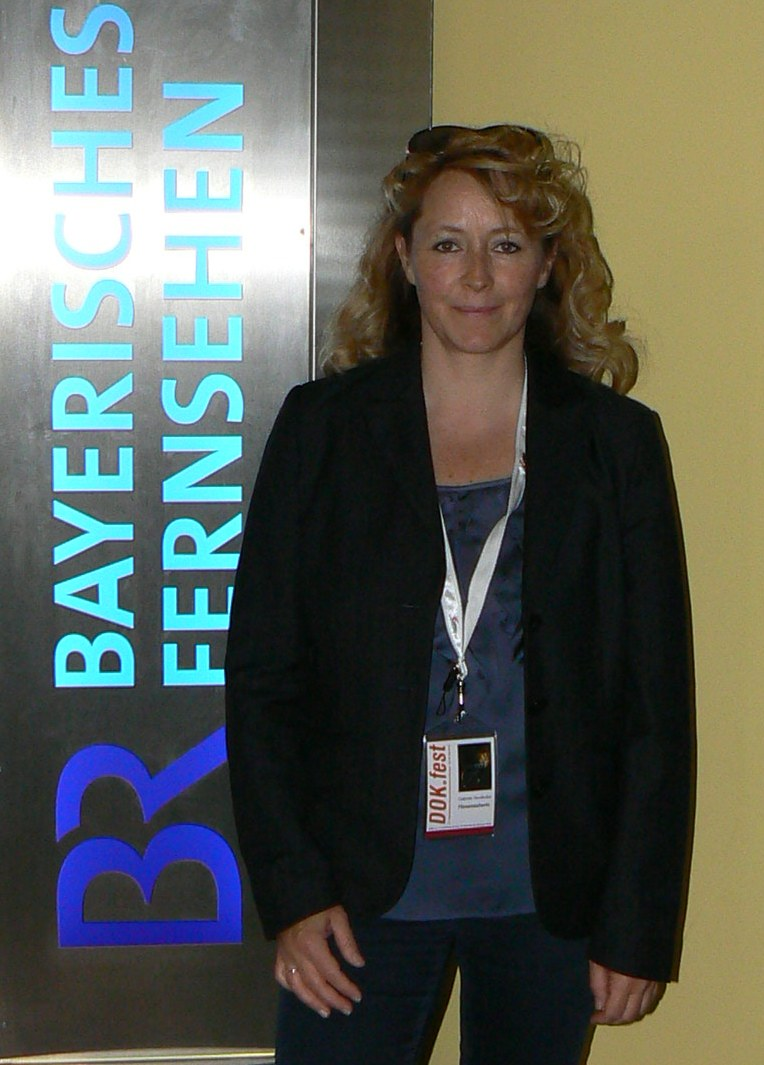
Gabriele Neudecker

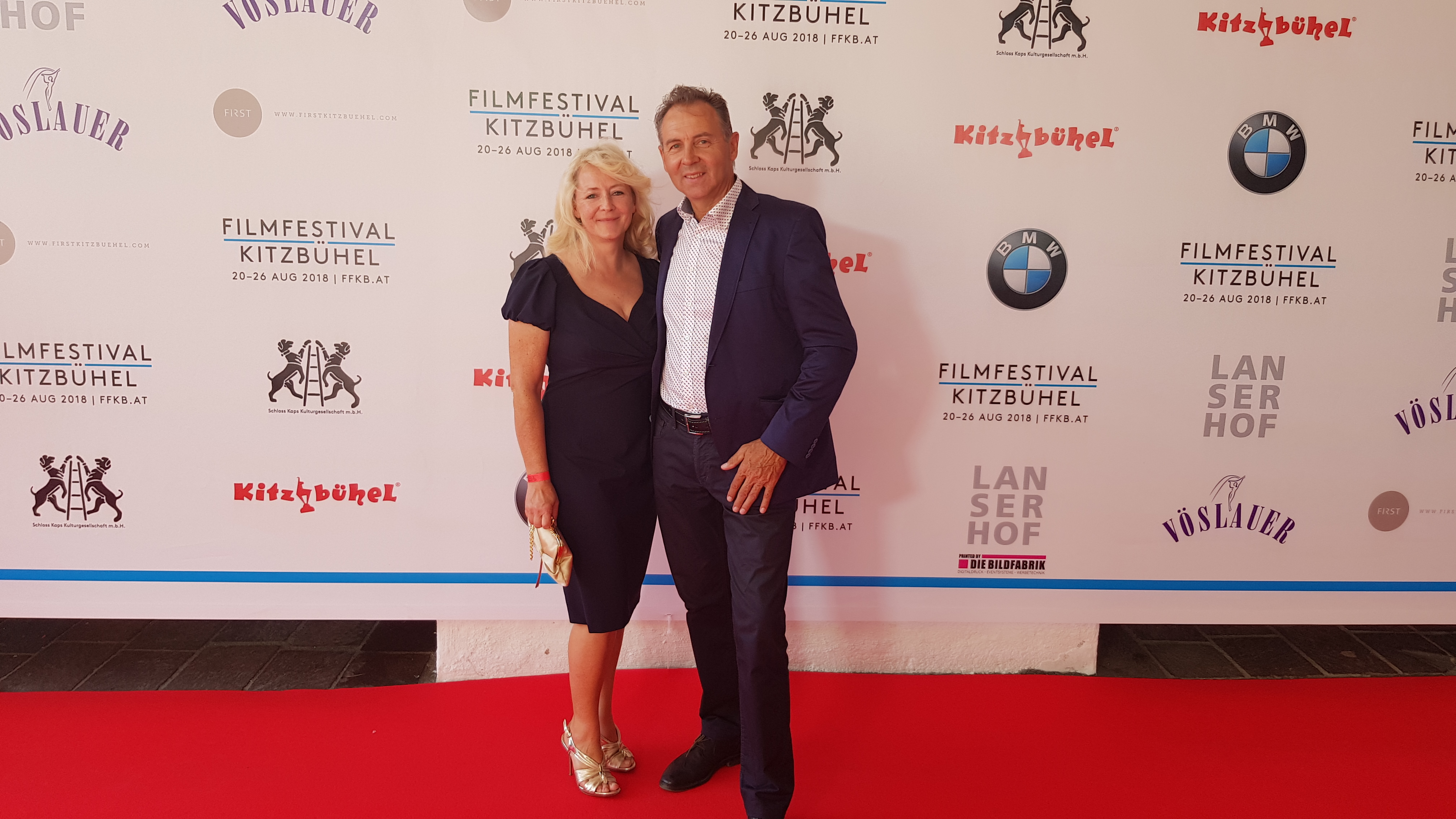
Gabriele und Peter Neudecker

Als Regisseurin und Produzentin gestaltet sie außerdem Dokumentationen für den ORF und Servus TV. Gabriele Neudecker erhielt für Drehbuch, Regie und literarische Veröffentlichungen zahlreiche nationale und internationale Auszeichnungen. Preise konnte sie auch für ihre Literatur (Förderungspreis zum Rauriser Literaturpreis), Fotos und Grafiken verbuchen.
Gabriele Neudecker ist mit Peter Neudecker verheiratet und ist Mutter von drei Kindern.

## Filmografie als Regisseurin
- Corvus Albus (Kino)
- Freaky (Kino)
- Salisburgo (TV)
- Graffiti Underground (Kino)

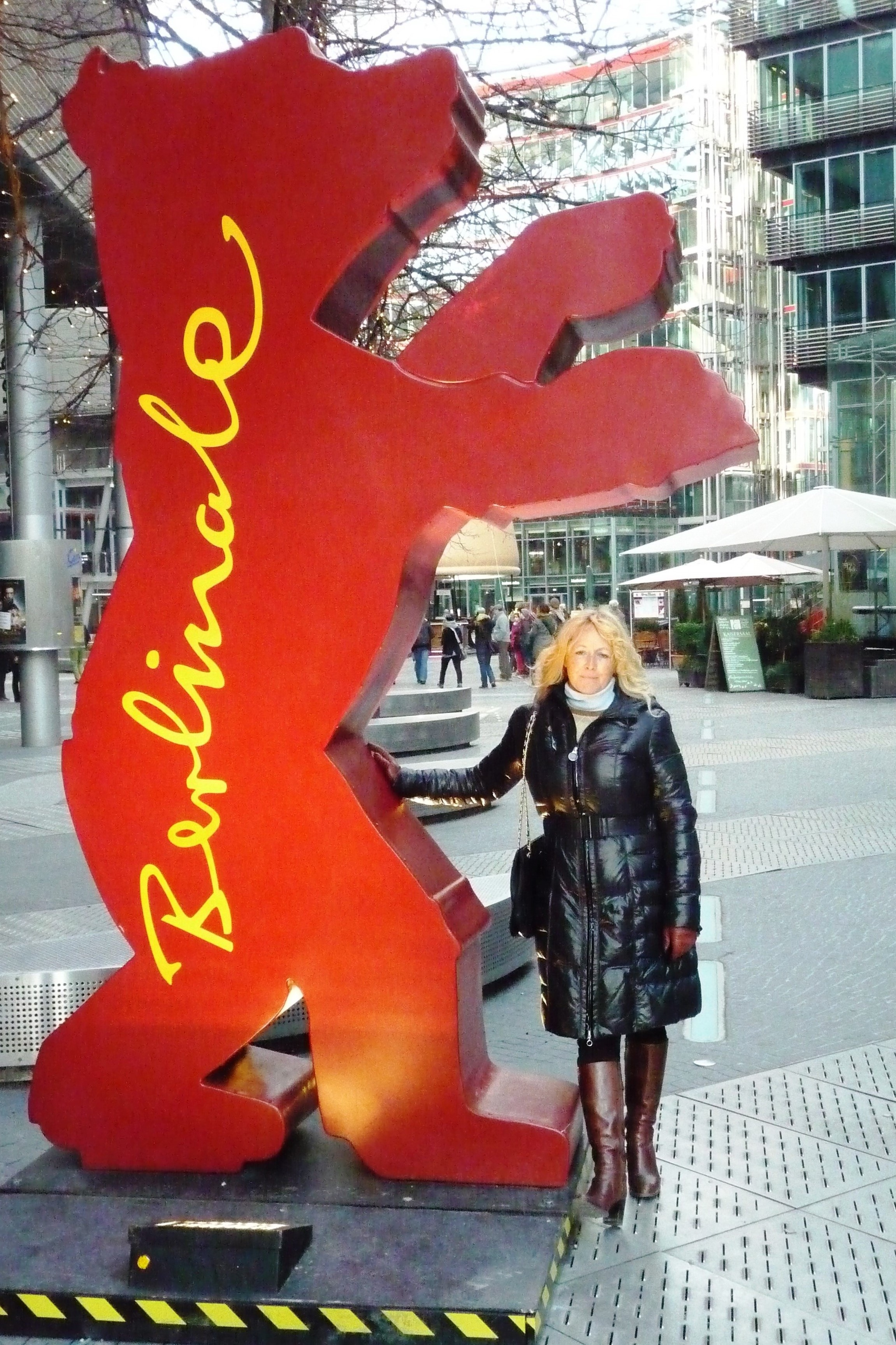

- White girls happy on Zambezi (Kino)
- Auf ewigem Eis (TV)
- Really hard be good Masai (Kino)
- Stop FGM! (Kino, TV)
- Deserteur! (Kino)
- Gruß vom Krampus (Kino)
- Stille Nacht – Reparatur beschädigter Erinnerungen (TV)
- #happy slapping #Austria (Kino)
- Wenn es finster wird: Gruß vom Krampus (TV)
- Mit Herz und Seele (TV, Serie Feierabend)
- Gräfin – Ordensfrau -Befreierin (TV)
- Naturjuwel Wallersee (TV)[8]

## Literarisches Schaffen
- Freaky/Glas.Gebirge, Verlag Literaturhaus Salzburg
- Veröffentlichungen in Literaturzeitungen und Literaturzeitschriften
- Metropolis – eine Filmanalyse, Universität Salzburg

## Auszeichnungen

### Drehbuch

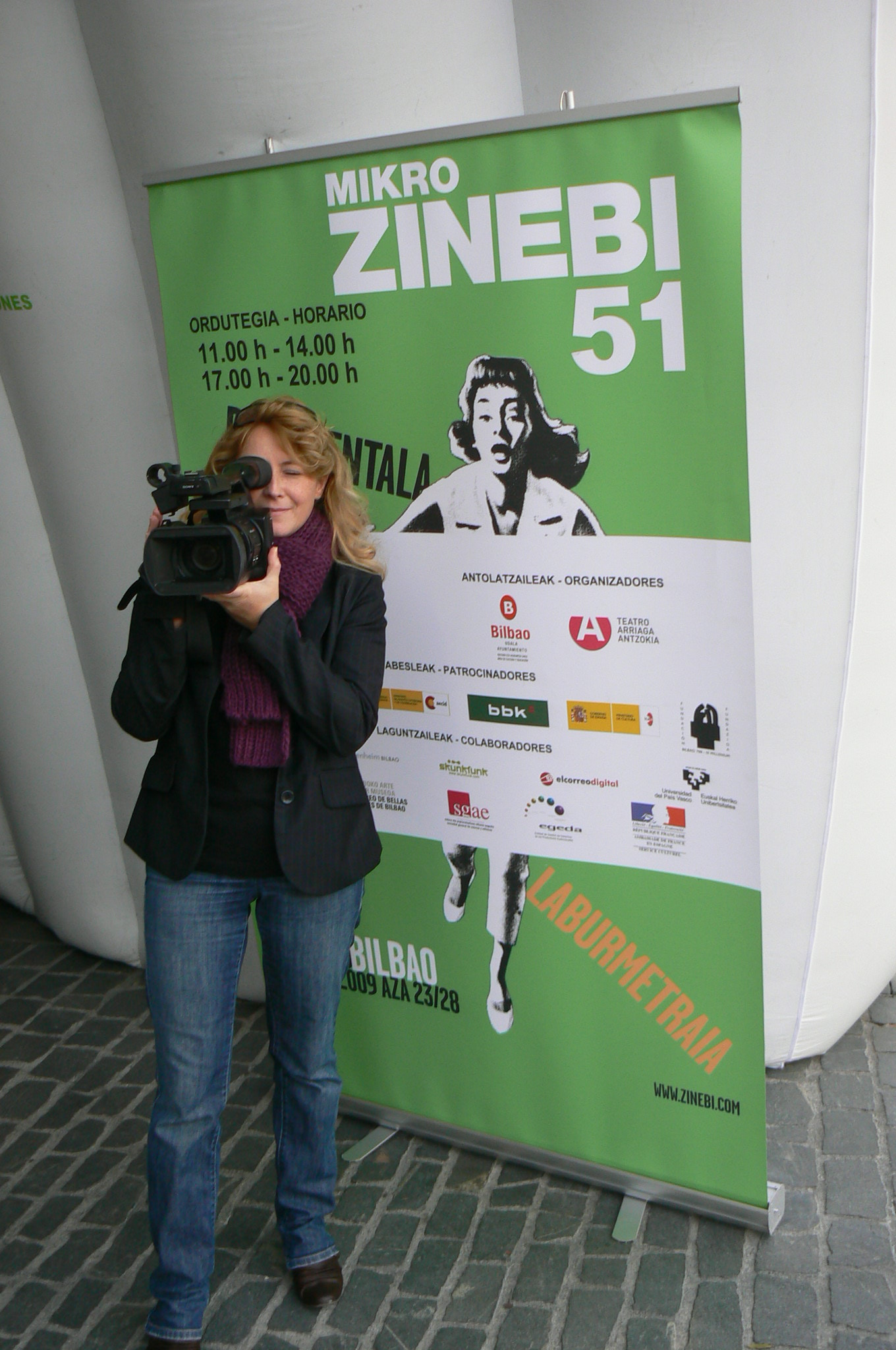

- „Bestes Drehbuch“ Langfilm beim Int. Filmfestival Sehsüchte in Potsdam-Babelsberg
- „Hauptpreis Spielfilm Kino“ beim Carl-Mayer-Drehbuchpreis' (Graz, Diagonale)
- 1994 Salzburger Drehbuchpreis in der Sparte Langfilm für „Da glesane Beag“
- 2000 Salzburger Drehbuchpreis in der Sparte Kurzfilm für „Accidia“
- „Alina Script Award“ (GUS, Kurzspielfilm)
- Nominierung Drehbuchwettbewerb „If she can see it she can be it“[10]

### Regie
- Newcomer-Award “Wunderkind-Preis” (Int. Studentenfilmfestival SehSüchte Potsdam-Babelsberg)
- Hauptpreis beim Int. Filmfestival Münster „Werkstattpreis“
- „Best European Feature Film“ und „Prix Anna Politkowskaja“ (Nominierung Filmfestival Creteil)
- “Best foreign film” (Int. Atlantic City Film Festival USA)
- “Best Director” International Feature Film (International Filmtage Bukarest)
- “Platinum Remi-Award for the best Docu-Drama” (Independent Theatrical Features, World Fest Houston, USA)
- “Human Rights Award” Feature Film (International Film Festival Mumbai)
- Special Mention der Internationalen Jury (Film Festival Signes de Nuit)
- “Award narrative short” (Int. Filmfestival Athens Ohio USA)
- "Best Narrative Short Honorable Mention” (Int. Filmfestival Atlanta USA)
- Preis für den besten europäischen Kurzfilm juriert von der Universität Paris (Int. Filmfestival Creteil „Prix Paris XII for the best european short film“)
- "Honorable Mention” (Int. Festival for New Film in Split)
- Selektion „weltbeste Universitätsfilme“ (Int. Filmfestival Nextframe Philadelphia)
- Hauptpreis (Publikumspreis bei den Salzburger Kurzfilmtagen)
- „Best Dramatic Short“ (International Short Film Festival Antalya, Türkei)
- „Grand prize narrative“ (Hauptpreis, Empire State Film Festival New York)
- “Time Bandits Award” (Studentenfilmfestival Philadelphia, Washington und New York)
- “Best Dramatic Short Film Award” (Int. Filmfestival Antalya)
- “Director´ s Award” (Int. Filmfestival Ajijic Mexico)
- “Grand Prize Narrative Short Film” (Hauptpreis Empire State Filmfestival New York)
- Silver Remi Award (Best international documentary, Worldfest Houston)
- Best Make-up and Special Make-up Effects Design (Worldfest Houston)
- Golden World Award (Best international documentary, Filmfestival in vier Städten, Indonesien)
- Honorable Jury Mention (Best documentary, Ethnographic Film Festival Romania)
- Publikumspreis (Ethnologische Filmtage St. Petersburg)